# Jean Swiatek
Jean Swiatek (Dusnik, 11 dicembre 1921 – Talence, 17 maggio 2017) è stato un calciatore francese, di origine polacca, di ruolo difensore.

## Biografia
Muore il 17 maggio 2017 all'età di 95 anni.

## Carriera

### Club
È stato una bandiera del Bordeaux, unico club con cui abbia mai giocato in massima serie e con cui ha vinto il campionato francese nella stagione 1949-1950.

### Nazionale
Ha collezionato cinque presenze con la propria Nazionale, senza reti all'attivo.
Ha esordito il 24 dicembre 1944 giocando l'amichevole contro il Belgio giocata a Parigi.

## Statistiche

### Cronologia presenze e reti in nazionale
| Cronologia completa delle presenze e delle reti in nazionale ― Francia | Cronologia completa delle presenze e delle reti in nazionale ― Francia | Cronologia completa delle presenze e delle reti in nazionale ― Francia | Cronologia completa delle presenze e delle reti in nazionale ― Francia | Cronologia completa delle presenze e delle reti in nazionale ― Francia | Cronologia completa delle presenze e delle reti in nazionale ― Francia | Cronologia completa delle presenze e delle reti in nazionale ― Francia | Cronologia completa delle presenze e delle reti in nazionale ― Francia |
| Data                                                                   | Città                                                                  | In casa                                                                | Risultato                                                              | Ospiti                                                                 | Competizione                                                           | Reti                                                                   | Note                                                                   |
| ---------------------------------------------------------------------- | ---------------------------------------------------------------------- | ---------------------------------------------------------------------- | ---------------------------------------------------------------------- | ---------------------------------------------------------------------- | ---------------------------------------------------------------------- | ---------------------------------------------------------------------- | ---------------------------------------------------------------------- |
| 24-12-1944                                                             | Parigi                                                                 | Francia                                                                | 3 – 1                                                                  | Belgio                                                                 | Amichevole                                                             | -                                                                      |                                                                        |
| 26-5-1945                                                              | Londra                                                                 | Inghilterra                                                            | 2 – 2                                                                  | Francia                                                                | Amichevole                                                             | -                                                                      |                                                                        |
| 23-3-1947                                                              | Colombes                                                               | Francia                                                                | 1 – 0                                                                  | Portogallo                                                             | Amichevole                                                             | -                                                                      |                                                                        |
| 3-5-1947                                                               | Londra                                                                 | Inghilterra                                                            | 3 – 0                                                                  | Francia                                                                | Amichevole                                                             | -                                                                      |                                                                        |
| 4-6-1950                                                               | Bruxelles                                                              | Belgio                                                                 | 4 – 1                                                                  | Francia                                                                | Amichevole                                                             | -                                                                      |                                                                        |
| Totale                                                                 |                                                                        | Presenze                                                               | 5                                                                      |                                                                        | Reti                                                                   | 0                                                                      |                                                                        |

## Palmarès

### Club

#### Competizioni nazionali
- Campionato francese: 1

Bordeaux: 1949-1950